# Villaines-sous-Bois
Villaines-sous-Bois egy község Franciaországban. Lakosainak száma 776 fő (2022. január 1.).

## Földrajza
Villaines-sous-Bois Belloy-en-France, Attainville, Maffliers, Saint-Martin-du-Tertre és Villiers-le-Sec községekkel határos.